# Öltöny

A képen egy kék hajszálcsíkos és egy szürke zakó látható

Az öltöny jellemzően férfiak által viselt két- vagy háromrészes öltözet, amely zakóból, nadrágból és – ha háromrészes öltönyről van szó – mellényből áll. A zakó gombolásától függően (lásd egysoros zakó, illetve kétsoros zakó) beszélünk egy-, illetve kétsoros öltönyről. Különbséget teszünk a sportos és a klasszikus öltönyszabás között, továbbá attól függően, hogy milyen alkalomból viselik, megkülönböztetünk szabadidős, utcai, üzleti és városi öltönyt, valamint reprezentációs öltönyöket (pl. frakköltönyt, zsakettöltönyt, szmokingöltönyt). Az aktuális évszaknak megfelelően van nyári és téli öltöny is.

## Története

Szmokingban - 1936

Az öltöny a mai formájában a korai 17. századi forradalmak során jött létre, hogy élesen megváltoztassa a British Regency-korszak díszesen varrott és sűrűn ékszerezett hivatalos viseletét, egy egyszerűbb öltözetre. Leginkább a kényelmes viselet felé való elmozdulás volt az irány, amely a szigorú szabályok fellazulásával jöhetett teljesen létre a 19. század végére.

## Bocskai-öltöny

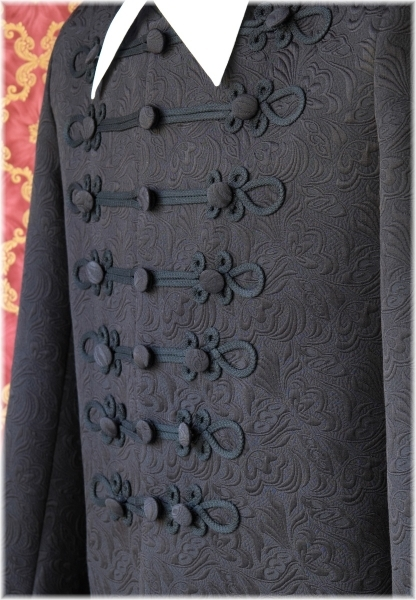
Bocskai-öltöny

A Bocskai-ruha a két világháború között alakult ki, mint társasági öltözet. Az alapelképzelésben még hétköznapi ruhaként szerepelt, és csak később vált társasági öltözetté. Idővel a frakkot és a díszmagyart előíró társasági eseményeken is bocskait viseltek. Mostanában már minden ünnepi eseményen elfogadott a viselése, esküvőkön, diplomaosztókon. Napjainkra már a választék is megnőtt, úgy színekben, mint stílusban: dupla kunkoros, Kazinczy-ujjú, duplakükkös, háromkunkoros, hagyományos, tükröződő.

## Érdekesség
- Az öltöny angol neve a francia suite[2]  szóból származik, melynek jelentése követni. Ez a latin nyelvű sequor (’követ[l]ek’) igéből származik, amely arra utal, hogy az öltözék részei (kabát, nadrág, mellény) így követik egymást, anyaguk és színük azonos.

## Forrás
- Horváth Angelus:  A „kismagyar”, vagyis a „bocskai”: Magyar viselettörténet III.rész. huszarvagasblog.hu (Hozzáférés: 2025. március 16.)